# Leandro Rubén Martínez
Leandro Rubén Martínez es un futbolista argentino nacido el 12 de febrero de 1985 en San Justo, Provincia de Buenos Aires. Juega de delantero y su actual equipo es el Club Deportivo UAI Urquiza, que se encuentra disputando la Primera B Metropolitana en Argentina.

## Clubes
| Club                               | País      | Año         |
| ---------------------------------- | --------- | ----------- |
| El Porvenir                        | Argentina | 2006        |
| Argentinos Juniors                 | Argentina | 2006        |
| All Boys                           | Argentina | 2007-2008   |
| Comunicaciones                     | Argentina | 2008-2009   |
| Atlanta                            | Argentina | 2009        |
| Cacereño                           | España    | 2010        |
| Sportivo Italiano                  | Argentina | 2010        |
| Guabirá                            | Bolivia   | 2011        |
| Crucero del Norte                  | Argentina | 2011-2012   |
| Alvarado de Mar del Plata          | Argentina | 2012 - 2013 |
| Central Norte                      | Argentina | 2013- 2014  |
| Club Comunicaciones (Buenos Aires) | Argentina | 2014        |
| Coatepeque                         | Guatemala | 2015        |
| Alumni (Villa María)               | Argentina | 2015        |
| Centro Deportivo Olmedo            | Ecuador   | 2016        |
| Juventud Antoniana                 | Argentina | 2017        |

## Campeonatos nacionales
| Título                    | Club     | País      | Año  |
| ------------------------- | -------- | --------- | ---- |
| Primera "B" Metropolitana | All Boys | Argentina | 2008 |